# Liste der Naturdenkmale in Kundert
Die Liste der Naturdenkmale in Kundert nennt die im Gemeindegebiet von Kundert ausgewiesenen Naturdenkmale (Stand 13. Juni 2024).

## Ehemalige Naturdenkmale
| Nr. | Bezeichnung                     | Lage                         | Beschreibung                                             | Bild                                    |
| --- | ------------------------------- | ---------------------------- | -------------------------------------------------------- | --------------------------------------- |
|     | Sommerlinde an der alten Schule | Auf dem Rain, bei Nr. 3 Lage | Tilia platyphyllos; Rechtsverordnung vor 2009 aufgehoben | Direkt Bild zu diesem Denkmal hochladen |